# The Most Beautiful Girl in the World
The Most Beautiful Girl in the World è un singolo del cantautore statunitense Prince, pubblicato nel 1994 ed estratto dall'EP The Beautiful Experience.
L'iter giudiziario italiano - che ha contrapposto il batterista Bruno Bergonzi e il musicista e cantante Michele Vicino a Prince, la cui canzone The Most Beautiful Girl In The World, è stata ritenuta identica, almeno in parte, nella parte musicale, a Takin' Me to Paradise, scritta da Bergonzi e da Vicino e pubblicata nel 1983 - si è concluso con condanna definitiva di Prince per plagio, con sentenza della Corte di Cassazione, a maggio 2015.

## Tracce
- 7"

1. The Most Beautiful Girl in the World (single edit) – 4:06
2. Beautiful (single edit) – 3:54

## Classifiche

### Classifiche settimanali
| Classifica (1994)      | Posizione massima |
| ---------------------- | ----------------- |
| Australia              | 1                 |
| Austria                | 5                 |
| Belgio (Fiandre)       | 4                 |
| Canada                 | 3                 |
| Danimarca              | 1                 |
| Europa                 | 2                 |
| Francia                | 5                 |
| Germania               | 9                 |
| Irlanda                | 4                 |
| Italia                 | 9                 |
| Norvegia               | 4                 |
| Nuova Zelanda          | 1                 |
| Paesi Bassi            | 1                 |
| Regno Unito            | 1                 |
| Spagna                 | 1                 |
| Stati Uniti            | 3                 |
| Stati Uniti (pop)      | 3                 |
| Stati Uniti (R&B)      | 2                 |
| Stati Uniti (rhythmic) | 3                 |
| Svezia                 | 13                |
| Svizzera               | 1                 |

### Classifiche di fine anno
| Classifica (1994) | Posizione |
| ----------------- | --------- |
| Australia         | 23        |
| Belgio (Fiandre)  | 16        |
| Canada            | 41        |
| Francia           | 28        |
| Germania          | 46        |
| Italia            | 67        |
| Nuova Zelanda     | 7         |
| Paesi Bassi       | 3         |
| Regno Unito       | 24        |
| Stati Uniti       | 19        |
| Svizzera          | 15        |